# Sierra Madre (Schiff)
Die Sierra Madre, auch BRP Sierra Madre ist ein Schiff der philippinischen Marine. Im Jahr 1999 ließ die philippinische Regierung das Schiff absichtlich im Second Thomas Shoal in den Spratly-Inseln auf Grund setzen, um es als Außenposten der Armee einzusetzen und so die philippinische Souveränität im Streit mit China über die Eigentumsrechte an den Spratly-Inseln zu behaupten.

## Geschichte

### Bau
Das Schiff wurde als Panzerlandungsschiff der LST-542-Klasse für die United States Navy im Zweiten Weltkrieg gebaut. Am 19. September 1944 erfolgte der Baubeginn bei der Missouri Valley Bridge & Iron Company in Evansville in Indiana. Der Stapellauf war am 27. Oktober 1944. Die Indienststellung erfolgte am 14. November 1944 unter dem Namen USS LST-821. An Bord befanden sich auch zwei Landing Craft, Vehicle, Personnel (LCVP). Die Bewaffnung bestand aus einem 3-inch/50-Kaliber-Geschütz, acht 40-mm-Geschützen und zwölf 20-mm-Geschützen.

### US-Einsatz im Zweiten Weltkrieg und Vietnamkrieg

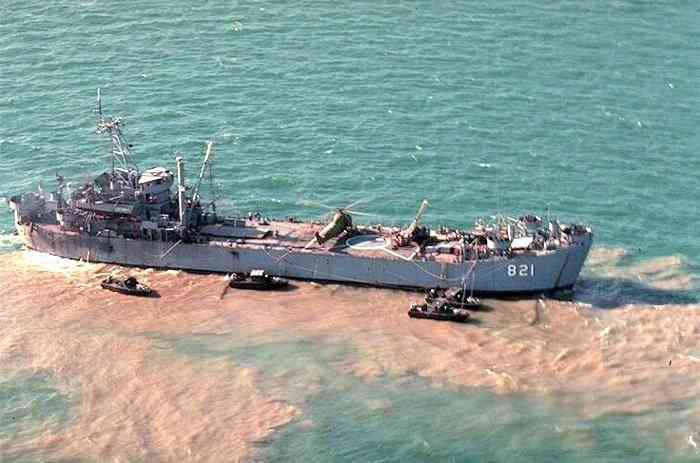
USS Harnett County im Vietnamkrieg

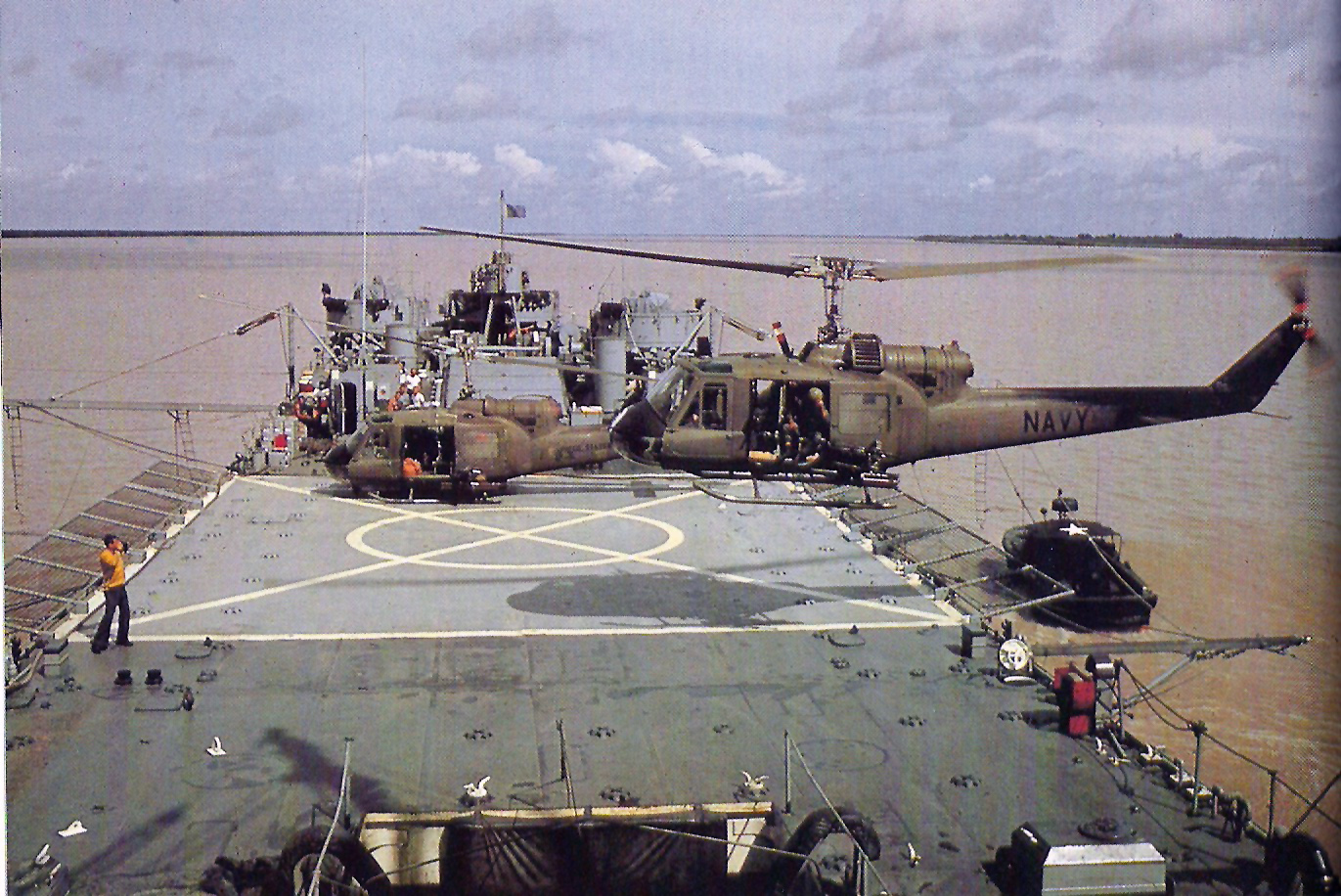
Zwei UH-1B-Seawolf-Kampfhubschrauber an Bord, 1967

Während des Zweiten Weltkriegs wurde die USS LST-821 dem asiatisch-pazifischen Raum zugewiesen und verbrachte den größten Teil des Zweiten Weltkriegs damit, Nachschub in westpazifische Häfen wie Eniwetok, Okinawa, Ie-jima, Ulithi und Guam zu transportieren, um die geplante Invasion der japanischen Heimatinseln vorzubereiten. LST-821 erhielt für seine Dienste im Zweiten Weltkrieg einen Battle Star. Nach der Kapitulation Japans im September 1945 unterstützte das Schiff die Besetzung des Landes. Am 11. Dezember fuhr es zurück in die Vereinigten Staaten, wo es am 8. Juli 1946 außer Dienst gestellt und in die Reserve überführt wurde.
Am 1. Juli 1955 wurde es nach dem Harnett County in USS Harnett County (LST-821/AGP-281) umbenannt. Am 20. August 1966 wurde es in der Marinewerft Mare Island in Vallejo in Kalifornien wieder in Dienst gestellt. Es kam im Vietnamkrieg zum Einsatz und diente im Mekongdelta als schwimmender Stützpunkt als Teil der Mobile Riverine Force. Dafür erfolgte ein Umbau. Im Rahmen dieser Umrüstung wurde das Schiff mit einem Landeplatz und Wartungseinrichtungen für UH-1B-Seawolf-Kampfhubschrauber, Anlegeplätzen für Patrouillenboote (PBR) und moderneren Kommunikationseinrichtungen ausgestattet. Das Schiff sollte zehn PBRs und zwei Kampfhubschrauber unterstützen und konnte mit seinen 40-mm-Kanonen Feuerunterstützung im Nahbereich leisten. Harnett County begann am 12. Januar 1967 den Einsatz in Vietnam und wurde für die Dauer seines Einsatzes bis Ende 1969 als Patrol Craft Tender (AGP-821) klassifiziert. Am 12. Oktober 1970 wurde das Schiff in Guam außer Dienst gestellt. Das Schiff bekam für den Kampfeinsatz in Vietnam zwei Presidential Unit Citations, neun Battle Stars und drei Navy Unit Commendations.

### Einsatz Republic of Vietnam Navy
Am 12. Oktober 1970 wurde das Schiff der südvietnamesischen Marine im Rahmen des Foreign-Military-Sales-Programms übergeben, die es auf den Namen RVNS My Tho (HQ-800) taufte. Während des Falles der südvietnamesischen Hauptstadt Saigon wurde die My Tho mit mehr als 3.000 Flüchtlingen aus der Stadt beladen. Sie schloss sich einer Flotte anderer südvietnamesischer Schiffe an, um ein Rendezvous mit dem Geleitzerstörer USS Kirk zu erreichen. Da die Lebensmittel- und Medikamentenvorräte zur Neige gingen, holte ein Hubschrauber Nachschub von der Kirk. Die Flottille erreichte Subic Bay auf den Philippinen. Die philippinische Regierung verlangte die Rückgabe des Schiffes an die kommunistische Regierung Nordvietnams als rechtmäßige Regierung für ganz Vietnam. Der US-Botschafter nutzte eine Bestimmung des Militärhilfeprogramms, die besagte, dass gespendete Ausrüstungsgegenstände in den Gewahrsam der USA zurückgegeben werden, wenn das Empfängerland sie nicht mehr benötigt. Es wurde als Schiff der US-Marine unter US-Aufsicht umgeflaggt, um in Subic Bay anzulegen und die Tausenden von Flüchtlingen von Bord an Land zu bringen.

### Übergabe an Philippine Navy
Im April 1976 kam es zur Übernahme durch die Philippine Navy, die das Schiff auf den Namen BRP Dumagat (AL-57) taufte und später in BRP Sierra Madre (LT-57) umbenannte. Der Name geht auf die Sierra Madre Mountains im nördlichen Teil der Philippinen zurück.

### Sierra Madreauf dem Second Thomas Shoal

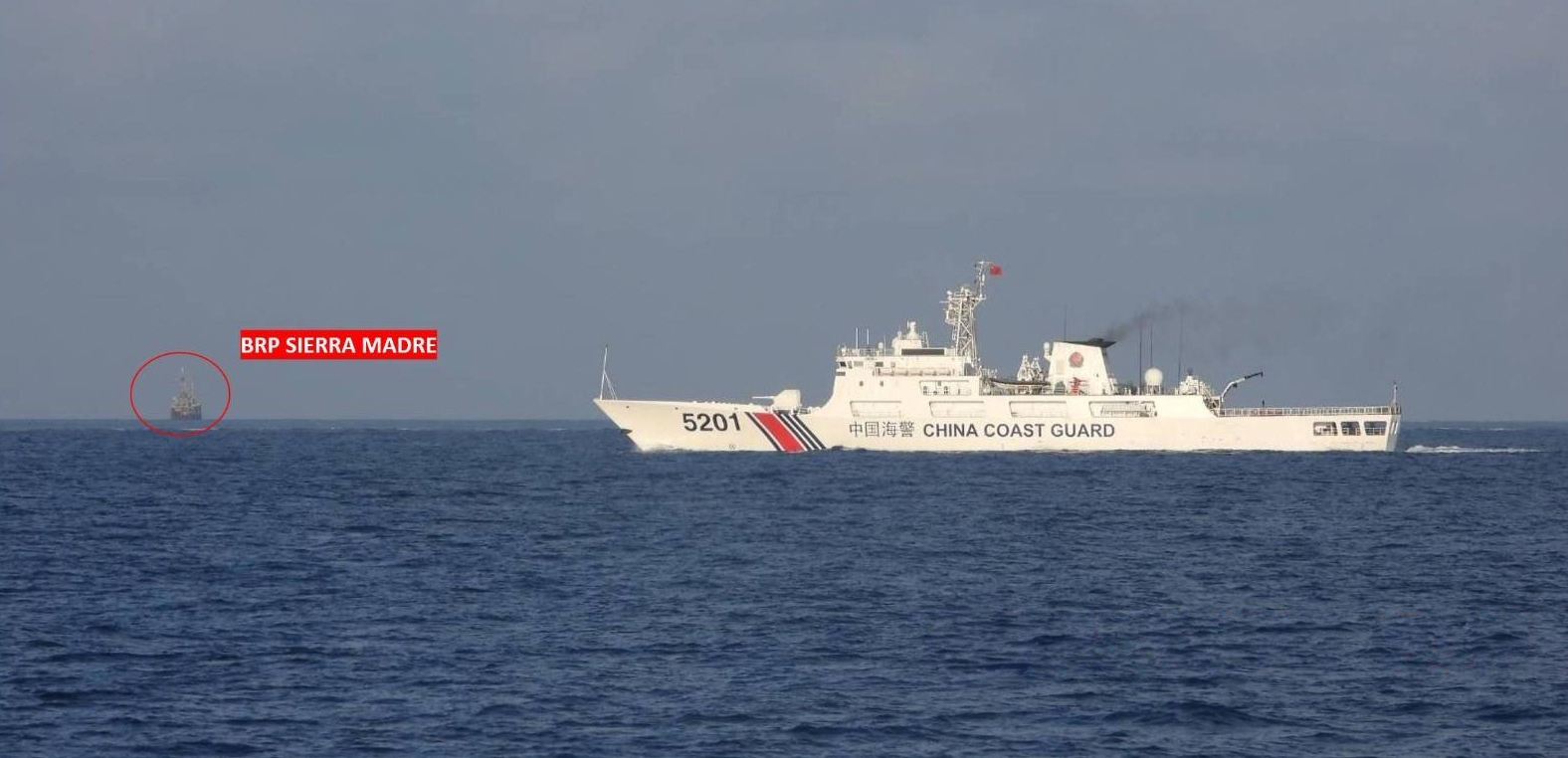
Die BRP Sierra Madre links im Hintergrund, vorne ein Schiff der chinesischen Küstenwache, 2023

1999 ließ die philippinische Marine das Schiff absichtlich auf dem Second Thomas Shoal auflaufen, um den territorialen Anspruch der Philippinen in diesem Gebiet aufrechtzuerhalten. Seitdem ist eine Abteilung von Marineinfanteristen ständig an Bord der Sierra Madre stationiert, um eine militärische Präsenz in dem Gebiet zu gewährleisten. Die chinesische Küstenwache patrouilliert häufig in dem Gebiet und versucht, den Nachschub für die philippinischen Marinesoldaten zu verhindern. Im Jahr 2013 besuchte ein Reporter der New York Times das Schiff. Er berichtete über das Leben der wenigen dort stationierten Soldaten und die Rolle des Schiffes in der Geopolitik des Südchinesischen Meeres. Daraus wurde geschlossen, dass die Sierra Madre nie wieder in See stechen würde, aber aufgrund ihrer Rolle als Außenposten im Streit um die Spratly-Inseln an Bedeutung gewonnen hatte.
Am 11. März 2014 protestierte die philippinische Regierung beim chinesischen Geschäftsträger in Manila dagegen, dass die chinesische Küstenwache am 9. März zwei von der philippinischen Marine angemietete zivile Schiffe daran gehindert hatte, das Schiffs-Personal auszutauschen und Nachschub an die Sierra Madre zu liefern. Dies war das erste Mal, dass chinesische Streitkräfte in die Versorgung eingriffen. Am 13. März führten die Philippinen eine Versorgungsmission aus der Luft für die Marineinfanteristen durch. Am 1. April 2014 gelang es der philippinischen Marine, ein Fischerboot mit Nachschub und Marineinfanteristen als Ersatz an der chinesischen Blockade vorbeizubringen.
Im September 2014 besuchte der BBC-Reporter Rupert Wingfield-Hayes die Sierra Madre, die weiterhin von der chinesischen Küstenwache blockiert wurde. Zu dieser Zeit wurde der Nachschub für die Besatzung von elf philippinischen Marinesoldaten aus der Luft abgeworfen. Das Schiff befand sich in einem schlechten Zustand. Die Seiten des Schiffes waren mit massiven Löchern übersät. Die Wellen schwappen durch sie hindurch bis in den Laderaum des Schiffes.
Im Juli 2015 erklärte der Sprecher der philippinischen Marine, dass das Schiff instand gesetzt werde, um seine minimale Bewohnbarkeit zu gewährleisten.
Am 18. November 2021 hat die chinesische Küstenwache Wasserwerfer gegen zwei zivile Boote mit einer Nachschublieferung für philippinische Soldaten auf der BRP Sierra Madre eingesetzt. Die Boote mit dem Nachschub kehrten daraufhin um.
Am 6. Februar 2023 setzte die chinesische Küstenwache einen nach Angaben der philippinischen Marine militärischen Laser ein, um die Besatzung vorübergehend zu blenden. Am 6. August 2023 feuerten Schiffe der chinesischen Küstenwache mit Wasserwerfern auf ein Schiff der philippinischen Küstenwache, das die Sierra Madre versorgte. Die zunehmende Aggression durch chinesische Patrouillen fiel mit einer Änderung der Außenpolitik des philippinischen Präsidenten Ferdinand Marcos Jr. zusammen, der die Zusammenarbeit mit dem US-Militär verstärkte. Im Februar 2023 kündigte er eine Ausweitung des Abkommens über die verstärkte Zusammenarbeit im Verteidigungsbereich an.
Am 22. Oktober 2023 kam es zu Kollisionen von zwei Schiffen der chinesischen Küstenwache mit einem philippinischen militärischen Versorgungsschiff und einem Schiff der philippinischen Küstenwache beim Scarborough-Riff. Die philippinischen Schiffe waren auf einer der regelmäßigen Versorgungsmissionen für die Soldaten an Bord der BRP Sierra Madre. US-Präsident Joe Biden erklärte als Reaktion auf die Kollisionen am 25. Oktober 2023 im Weißen Haus „Jeder Angriff auf philippinische Flugzeuge, Schiffe oder Streitkräfte wird sich auf unseren gegenseitigen Verteidigungsvertrag mit den Philippinen berufen“.
Am 10. Dezember 2023 bedrängte ein Schiff der chinesischen Küstenwache zwei philippinische Versorgungsschiffe und rammte eines der Versorgungsschiffe auf einer Versorgungsfahrt für die Sierra Madre. Ein chinesisches Schiff setzte Wasserwerfer gegen die beiden Versorgungsschiffe und ein Begleitschiff der philippinischen Küstenwache ein. Der Motor eines Versorgungsschiffs wurde schwer beschädigt und auch an dem Schiff der philippinische Küstenwache kam es zu Schäden. Erst am 9. Dezember hatte die chinesische Küstenwache drei Schiffe mit Wasserwerfern behindert, die Proviant für philippinische Fischerboote in der Nähe des Second Thomas Shoal an Bord hatten. Ein ziviler philippinischer Schiffskonvoi brach eine Versorgungsfahrt für philippinische Fischer und Soldaten mit Proviant ab und kehrte nach Palawan zurück. Vier chinesische Schiffe von Marine und Küstenwache hatten den Konvoi beschattet.
Am 23. März 2024 wurde wieder ein Versorgungsschiff auf dem Weg zur Sierra Madre von Schiffen der chinesischen Küstenwache und weiteren Schiffen blockiert und mit Wasserwerfern angegriffen. Die philippinische Marine veröffentlichte ein Video von der fast einstündigen Attacke. Auch am 19. Mai 2024 kam es zu einem weiteren Vorfall bei dem zwei chinesische Festrumpfschlauchboote die philippinische Marine daran gehindert haben aus der Luft abgeworfene Proviantpakete für die Besatzung an Bord der BRP Sierra Madre aufzunehmen. Lediglich 3 der 4 abgeworfenen Pakete konnten durch die philippinische Marine geborgen werden. Laut den Streitkräften der Philippinen ist unklar, ob die Boote der chinesischen Küstenwache (CCG) oder der Marine gehörten.
Das Schiffswrack soll, nach Angaben aus Juni 2024, durch die philippinische Marine repariert bzw. verstärkt worden sein. Das United States Indo-Pacific Command prüfte 2023 Ingenieure der Armee für eine Reparatur des Schiffes zu entsenden. „Die USA wiesen China darauf hin, dass der gegenseitige Verteidigungsvertrag beider Staaten ausdrücklich auch für die Soldaten auf der Sierra Madre gelte, wie die Financial Times berichtet.“
Nachdem es im Juni 2024 wieder verstärkt Auseinandersetzungen zwischen chinesischen Einsatzkräften und philippinischen Soldaten im südchinesischen Meer gegeben hatte, trafen sich in den darauffolgenden Wochen Diplomaten beider Seiten in Manila und handelten eine Vereinbarung zur Versorgung des Schiffs aus. Der Inhalt der Vereinbarung wurde nicht bekannt gegeben. Ende Juli konnten dann philippinische Versorgungsschiffe ohne Intervention chinesischer Einsatzkräfte zur Sierra Madre gelangen.